# Lopori
Lopori är en flod i Kongo-Kinshasa, som tillsammans med Maringa bildar Lulonga. Den rinner genom provinserna Tshopo, Tshuapa, Mongala och Équateur, i den nordvästra delen av landet, 800 km nordost om huvudstaden Kinshasa. En del av det övre loppet bildar gräns mellan Tshopo och Tshuapa. Floden är rik på fisk och segelbar till 702 km uppströms mynningen.